# Acuerdos de Arusha (Ruanda)
Los acuerdos de Arusha, con relación a Ruanda, se desarrollaron de junio de 1992 a agosto de 1993 por etapas sucesivas entre el Estado ruandés y el Frente Patriótico Ruandés de Paul Kagame. 
Las negociaciones se llevaron a cabo en Arusha, Tanzania. Cinco acuerdos se firmaron en julio de 1992. El acuerdo final se firmó el 4 de agosto de 1993. Estos acuerdos preveían la integración política y militar término de los diversos componentes internos y externos de la nación de Ruanda y la salida de las tropas francesas (a partir de agosto de 1992). Una misión de la ONU, la UNAMIR, fue creada el 5 de octubre de 1993 para garantizar su aplicación.
Al término de estos acuerdos, Faustin Twagiramungu tenía que formar, a partir del 15 de diciembre de 1993, un gobierno de transición que consagra la reintegración de los exiliados tutsi. Las fuerzas francesas presentes sobre el territorio al título de la Operación Noroît se retiraron el 15 de diciembre de 1993, excepto algunas decenas de cooperantes militares, autorizados a quedarse según los acuerdos de cooperación militar bilateral. A finales de diciembre de 1993, un batallón del FPR fue autorizado a instalarse en Kigali, como garantía de la seguridad de los representantes del FPR que tenían que participar al nuevo gobierno. Una asamblea nacional de transición se puso puesta en marcha el 18 de marzo de 1994. Presagiando igualmente la integración militar de los exiliados, un destacamento de seiscientos soldados del FPR estuvo autorizado por las negociaciones de Arusha a instalarse en los locales del Consejo nacional desarrollador (CND) (antiguo parlamento ruandés).
La aplicación de estos acuerdos fue retrasada parcialmente por el presidente Juvénal Habyarimana, cuyos aliados extremistas de la Coalición para la defensa de la República (CDR) no aceptaron los términos. Agathe Uwilingiyimana fue escogida como primer ministro durante las negociaciones de Arusha, pero en virtud de los acuerdos habría tenido que ser reemplazada por Faustin Twagiramungu.
Estos acuerdos han servido de referencia política después del genocidio de los tutsis en Ruanda. Durante el periodo de transición política que ha seguido hasta en 2003, donde una nueva constitución y de las elecciones presidenciales y legislativas al sufragio universal han sido instituidas.